# La Cruz (tổng)
La Cruz là một tổng trong tỉnh Guanacaste, Costa Rica. Tổng này có diện tích 1383,9 km², dân số năm 2008 là 19978 người..